# Wolf WR1

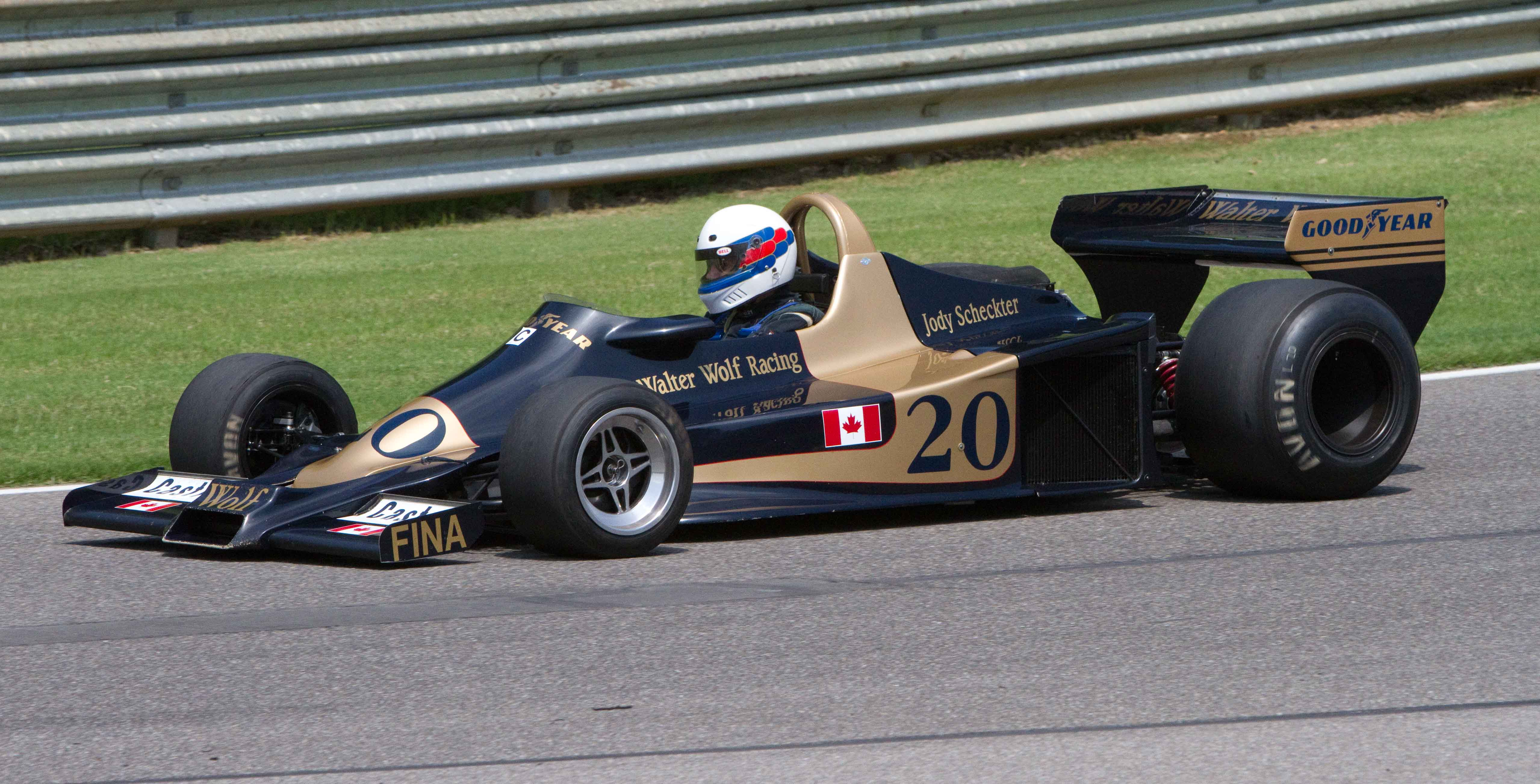
Wolf WR1

Wolf WR1 byl monopost Waltera Wolfa, který se v sezóně 1977–1978 účastnil závodů Formule 1.
Vzniku tohoto monopostu předcházel spor W. Wolfa s Frankem Williamsem, v jehož stáji pracoval v roce 1975. Po tomto sporu se W. Wolf rozhodl vytvořit vlastní stáj, se kterou vstoupil do F1 již v roce 1976. V prvním období používal starší verze vozů Williams/Hesketh. Jelikož s těmito vozy dosahoval průměrných výsledků, rozhodl se W. Wolf postavit vlastní vůz.
Za tímto účelem postavil nový návrhářský team pod vedením Harvey Postlethwaiteho, který měl za sebou úspěch s vozy Hesketh. Nový vůz byl sestaven již pro sezónu 1977. Nový vůz vycházel z tehdy nejběžnější kombinace hliníkové samonosné karoserie a motoru Cosworth DFV. Toto samo o sobě nebylo nijak novátorské, ale v kombinaci s velkou volností pro individuální nastavení se jednalo o konkurenceschopný vůz. Barevný design vozu byl postaven na kombinaci tmavě modré a zlaté barvy.
Prvním závodem tohoto vozu byla Grand Prix Argentiny 1977, kde za něj usedl pilot Jody Schecter. V tomto závodě se mu podařilo velmi překvapivě zvítězit. Jelikož tento úspěch dokázal zopakovat ještě při Grand Prix Monaka a Kanady, obsadil druhé místo. Jeho spolujezdec Bobby Rahal skončil bez bodů.
V následující sezóně se tento vůz dostal na pódium pouze jedenkrá,t a to při Grand Prix Monaka. Při šestém závodu seriálu mistrovství světa v Belgii měl premiéru jeho následovník Wolf WR5, který nebyl zdaleka tak úspěšný.
WR1 se ještě v letech 1979 a 1980 objevil v týmu Theodore Racing pro sérii závodů F1 Aurora.

## Piloti
- Bobby Rahal
  - bez bodů
- Jody Scheckter
  - 55 bodů 2. místo 1977
  - 24 bodů 7. místo 1978

### Statistika
- 15 Grand Prix
- 3 vítězství
- 0 pole positions
- 41 bodů
- 6 × podium

## Technická data
- Motor: Ford Cosworth DFV
  - V8 90° DOHC
  - Objem: 2993 cc
  - Výkon: 362 kW/10 600 otáček
  - Převodovka: Hewland FGA 400 manuální 6stupňová
  - Pneumatiky: Goodyear

| Rok  | 1   | 2   | 3   | 4   | 5   | 6   | 7   | 8   | 9   | 10 | 11  | 12  | 13 | 14  | 15  | 16  | 17  |
| ---- | --- | --- | --- | --- | --- | --- | --- | --- | --- | -- | --- | --- | -- | --- | --- | --- | --- |
| 1977 | ARG | BRA | JAR | USZ | ŠPA | MON | BEL | ŠVE | FRA | GB | NĚM | RAK | NL | ITA | USV | KAN | JAP |
| 1978 | ARG | BRA | JAR | USZ | MON | BEL | ŠPA | ŠVE | FRA | GB | NĚM | RAK | NL | ITA | USV | KAN | *   |